# 迪恩德尔恩山 (达赫施泰因山脉)
47°28′23″N 13°37′08″E / 47.47306°N 13.61888°E

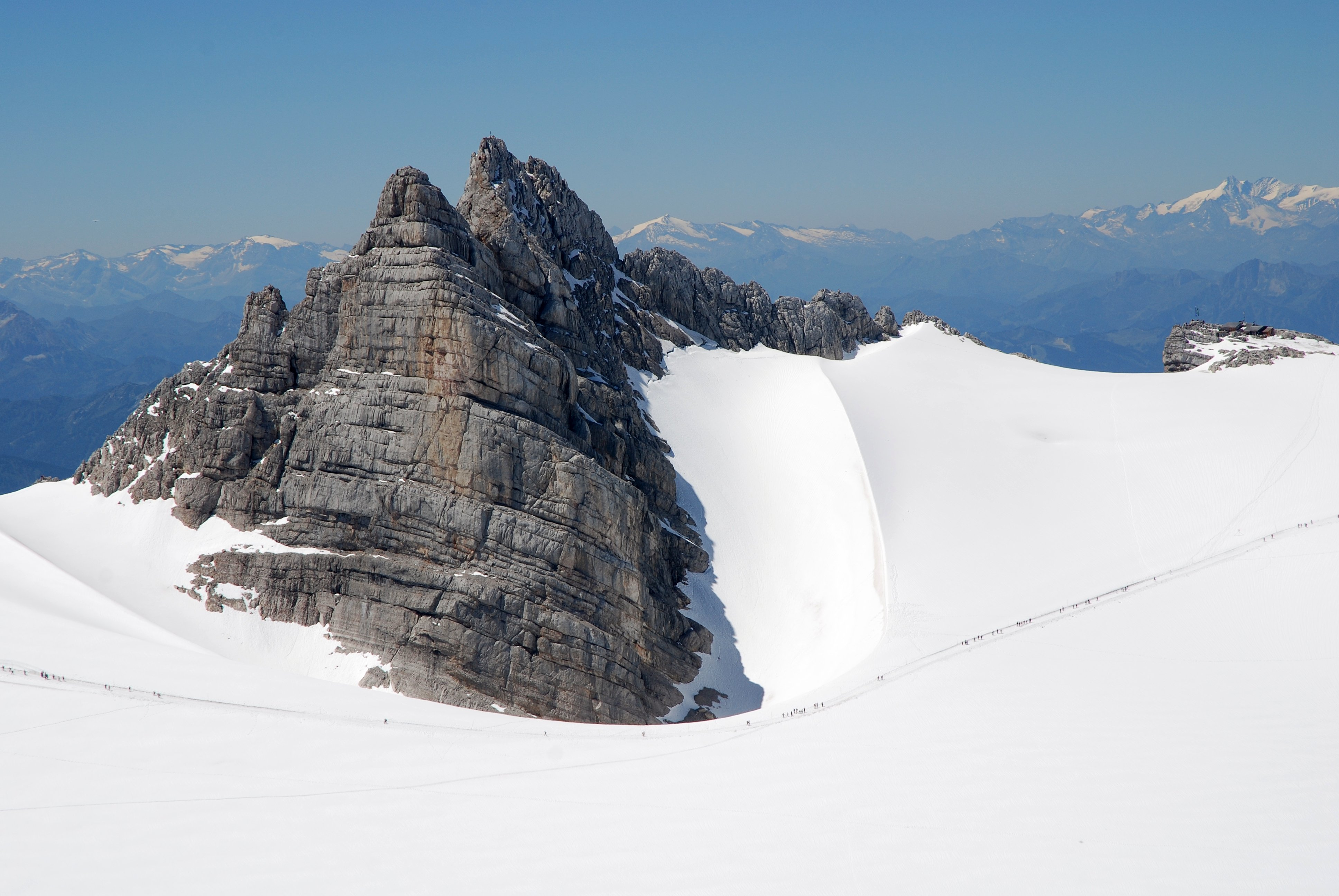

迪恩德爾恩山（德語：Dirndln），是奧地利的山峰，處於上奧地利州和施泰爾馬克州接壤的邊界，屬於达赫施泰因山脉的一部分，距離達赫施泰因山塊0.7公里，海拔高度2,832米，人類在1879年8月5日首次登頂。